# Politična represija v Sovjetski zvezi
Skozi zgodovino Sovjetske zveze (1917–1991) je milijone ljudi trpelo politično represijo. Vrhunec je represija dosegla v času Stalinovega vladanja, nato pa je leta 1953 upadla, vendar je še naprej obstajala v času »Hruščovega odmrzovanja«, ki ji je sledilo povečano preganjanje sovjetskih disidentov v času vladanja Leonida Brežnjeva, in je prenehala obstajati šele pozno v času vladanja Mihaila Gorbačova, ko je bila končana v skladu z njegovo politiko glasnosti in perestrojke.     

## Izvor in zgodnje sovjetsko obdobje
Tajna policija je imela v carski Rusiji dolgo zgodovino. Ivan Grozni je izvajal politiko opričnine, v zadnjem obdobju pa sta v ta namen obstajala Tretji oddelek in Ohrana. 
Na začetku sta leninistični pogled na razredni konflikt in posledična predstava o diktaturi proletariata dala teoretično osnovo zatiranja. Njegova pravna podlaga je bila formalizirana v 58. člen zakonika Ruske SFSR in podobnih členih za druge sovjetske republike. 
Včasih so potlačene imenovali sovražniki ljudstva. Državne kazni so vključevale javne usmrtitve po hitrem postopku, pošiljanje nedolžnih ljudi v koncentracijsko taborišče Gulag, prisilno preselitev in odvzem državljanskih pravic. Represijo so izvajali zločinska organizacija Čeka in njeni nasledniki ter drugi državni organi. Obdobja okrepljene represije vključujejo rdeči teror, kolektivizacijo, velike čistke, doktorski zaplet in druge dogodke. Tajna policija je večkrat izvedla poboje ujetnikov. Represija je potekala v sovjetskih republikah in na ozemljih, ki jih je med drugo svetovno vojno zasedla sovjetska vojska, vključno z baltskimi državami in vzhodno Evropo.
Državna represija je povzročila incidente odpora, kot so upor v Tambovu (1920–1921), upor v Kronštatu (1921) in upor v Vorkuti (1953);  sovjetske oblasti so tak odpor zatrle s premočno vojaško silo. Med tambovskim uporom je Mihail Tuhačevski (glavni poveljnik Rdeče armade na tem območju) domnevno pooblastil boljševiške vojaške sile za uporabo kemičnega orožja proti vasem s civilnim prebivalstvom in uporniki (po pripovedih prič kemično orožje ni bilo nikoli uporabljeno). Ugledne meščane vasi so pogosto vzeli za talce in jih usmrtili, če se odporniki niso predali.

## Rdeči teror
Rdeči teror v sovjetski Rusiji je bila kampanja množičnih aretacij in usmrtitev, ki jih je izvedla boljševiška vlada pod vodstvom Vladimirja Lenina. Rdeči teror je 2. septembra 1918 uradno razglasil Jakov Sverdlov in se je končal približno oktobra 1918. Vendar pa Sergej Melgunov ta izraz uporablja za represije za celotno obdobje ruske državljanske vojne od 1918 do 1922. Ocene za skupno število ljudi, usmrčenih v začetni fazi rdečega terorja, so vsaj 10.000, pri čemer so boljševiki med decembrom 1917 in februarjem 1922 pobili približno 28.000 ljudi na leto. Ocene za skupno število smrtnih žrtev v tem obdobju se gibljejo od 100.000 do 200.000.

## Kolektivizacija
Kolektivizacija v Sovjetski zvezi je bila politika, ki se je izvajala med letoma 1928 in 1933, z namenom konsolidacije posamezne zemlje in delovne sile v kolhoze (kolektivne kmetije). Sovjetski voditelji so bili prepričani, da bo zamenjava posameznih kmečkih kmetij s kolhozi takoj povečala oskrbo s hrano za mestno prebivalstvo, oskrbo s surovinami za predelovalno industrijo in kmetijski izvoz na splošno. Kolektivizacija je tako veljala za rešitev krize v kmetijski distribuciji (predvsem pri dobavi žita), ki se je razvila od leta 1927 in postajala vse bolj akutna, ko je Sovjetska zveza napredovala s svojim ambicioznim programom industrializacije. Ker so se kmetje, z izjemo najrevnejšega dela, upirali kolektivizacijski politiki, se je sovjetska vlada zatekla k ostrim ukrepom, da bi kmete prisilila v kolektivizacijo. Josif Stalin je v pogovoru z Winstonom Churchill ocenil število "kulakov", ki so bili represivno obračunani zaradi upiranja sovjetski kolektivizaciji, na 10 milijonov, vključno s prisilno deportiranimi. Nedavni zgodovinarji ocenjujejo število smrtnih žrtev v razponu od šest do 13 milijonov.

## Velika čistka
Velika čistka je bila serija kampanj politične represije in preganjanja v Sovjetski zvezi, ki jih je organiziral Josif Stalin v letih 1936–1938.Dogodek je vključeval čistko članov izKomunistične partije Sovjetske zveze, represijo nad kmeti, deportacije etničnih manjšin in preganjanje nepovezanih oseb, za katerega so bili značilni široki policijski nadzor, razširjeni sumi "saboterjev", zapori in poboji. Ocene števila smrtnih žrtev, povezanih z veliko čistko, segajo od uradne številke 681.692 na skoraj 1 milijon.

## Izselitev prebivalstva
Preseljevanje prebivalstva v Sovjetski zvezi se lahko razdeli v naslednje široke kategorije: deportacije »protisovjetskih« kategorij znotraj prebivalstva, ki so bile pogosto razvrščene kot »sovražniki delavcev«;  deportacije narodnosti; prenos delovne sile; in organizirane migracije v nasprotnih smereh, da bi zapolnili etnično očiščena ozemlja. V večini primerov so bili njihovi cilji premalo poseljena in oddaljena območja (glej Neprostovoljne naselitve v Sovjetski zvezi). 
Sovjetska vlada je kolektivno kaznovala cele narode in etnične skupine zaradi njihovega domnevnega sodelovanja s sovražnikom med drugo svetovno vojno. Vsaj devet različnih etnično-jezikovnih skupin, vključno z etničnimi Nemci, etničnimi Grki, etničnimi Poljaki, krimskimi Tatari, Balkarji, Čečeni in Kalmiki, je bilo deportiranih v oddaljena in neposeljena območja Sibirije in Kazahstana. Deportirani so bili tudi Korejci in Romuni. Za deportacijo na stotine tisoč ljudi so bile potrebne množične operacije NKVD.

## Gulag
Gulag je bila veja državne varnosti, ki je upravljala kazenski sistem taborišč za prisilno delo in z njimi povezanih taborišč za pridržanje ter tranzitnih taborišč in zaporov. Medtem ko so ta taborišča hranila kriminalce vseh vrst, je sistem koncentracijskega taborišča Gulag postal predvsem znan kot prostor za politične zapornike in kot mehanizem za brutalno zatiranje političnega nasprotovanja sovjetski državi.« Ruski pisatelj in nekdanji zapornik Aleksander Solženicin je v svoji seriji knjig Otočje Gulag obširno pisal o gulagu in njegovi zgodovini. 

## Represija na priključenih ozemljih
V prvih letih druge svetovne vojne je Sovjetska zveza priključila več ozemelj v vzhodni Evropi kot posledico nemško-sovjetskega pakta in njegovega tajnega dodatnega protokola.

### Baltiške države
V baltskih državah Estoniji, Latviji in Litvi so represije in množične deportacije izvajali Sovjeti. Serovska navodila "O postopku za izvedbo deportacije protisovjetskih elementov iz Litve, Latvije in Estonije" so vsebovala podrobne postopke in protokole, ki jih je treba upoštevati pri deportaciji baltskih državljanov. Ustanovljena so bila tudi javna sodišča za kaznovanje "izdajalcev ljudstva": tistih, ki niso izpolnili "politične dolžnosti" glasovanja svojih držav v ZSSR. V prvem letu sovjetske okupacije, od junija 1940 do junija 1941, je število potrjenih pobojev, vpoklicanih ali deportiranih ocenjeno na najmanj 124.467: 59.732 v Estoniji, 34.250 v Latviji in 30.485 v Litvi. To je vključevalo 8 nekdanjih voditeljev držav in 38 ministrov iz Estonije, 3 nekdanje voditelje držav in 15 latvijskih ministrov ter takratnega predsednika, 5 predsednikov vlad in 24 drugih ministrov iz Litve.

## Po Stalinovi smrti (1953 - 1991)
Po Stalinovi smrti marca 1953 se je zatiranje nesoglasja dramatično zmanjšalo in je dobilo nove oblike. Notranji kritiki sistema so bili obsojeni zaradi protisovjetske agitacije, protisovjetskega obrekovanja ali kot "družbenih parazitov". Druge so označili za duševno bolne, ki so imeli počasno obliko shizofrenije in jih zaprli v "psihuške", torej duševne bolnišnice, ki so jih sovjetske oblasti uporabljale kot zapore. Številni pomembni disidenti, vključno z Aleksandrom Solženicinom, Vladimirjem Bukovskim in Andrejem Saharovim, so bili poslani v notranje ali zunanje izgnanstvo.

## Smrtne žrtve
Ocene števila smrtnih žrtev, ki jih je mogoče pripisati Josifu Stalinu, se zelo razlikujejo. Nekateri znanstveniki trdijo, da vodenje evidenc o usmrtitvah političnih zapornikov in etničnih manjšin ni niti zanesljivo niti popolno; drugi trdijo, da arhivsko gradivo vsebuje neizpodbitne podatke, ki so veliko boljši od virov, uporabljenih pred letom 1991, kot so izjave emigrantov in drugih obveščevalcev. Zgodovinarji, ki so delali po razpadu Sovjetske zveze, so ocenili, da se število žrtev giblje od približno 3 milijonov do skoraj 9 milijonov. Nekateri znanstveniki še vedno trdijo, da bi lahko bilo število smrtnih žrtev na desetine milijonov.

## Spomini na žrtve
Dan spomina na žrtve politične represije (День памяти жертв политических репрессий) uradno poteka v Rusiji od leta 1991, dne 30. oktobra. Zaznamujejo ga tudi druge nekdanje sovjetske republike z izjemo Ukrajine, ki ima svoj letni dan spomina na žrtve političnih represij sovjetskega režima, ki poteka vsako leto tretjo nedeljo v maju.
Člani društva Memorial so aktivno sodelovali pri tovrstnih spominskih srečanjih. Od leta 2007 Memorial organizira tudi celodnevno slovesnost "Obnovitev imen" na Solovetskem kamnu v Moskvi vsak 29. oktober. 
Zid žalosti v Moskvi, odprt oktobra 2017, je prvi ruski spomenik, ki je bil s predsedniškim odlokom naročen za ljudi, ubite med stalinističnimi represijama v Sovjetski zvezi.